# Фантазам 4: Заборав
Фантазам 4: Заборав (енгл. Phantasm IV: Oblivion или стилизовано енгл. Phantasm: OblIVion) је амерички хорор филм из 1998. режисера Дона Коскарелија, са Ангусом Скримом, Реџијем Банистером и Мајклом Балдуином у главним улогама.
Директан је наставак филма Фантазам 3: Господар мртвих из 1994. године и радња се наставља на тренутак којим је завршен петходни филм. Ангус Скрим и Реџи Банистер су се по четврти пут нашли у улози Високог човека, односно Реџија, а Мајкл Балдуин и Бил Торнбери по трећи пут у улози Мајка и Џодија Пирсона.
Филм је имао далеко нижи буџет од претходна два, па је једним делом и због тога добио далеко лошије критике и публика је била поприлично незадовољна. Најављен је као последњи у серијалу, и поред тога што је имао клифхенгер крај, дуго времена је изгледало као да ће бити заиста последњи. Ипак, 18 година касније, 2016. снимљен је и 5. део под насловом Фантазам 5: Уништитељ, који је снимљен за фанове серијала.

## Радња
Надовезујући се на дешавања из претходног филма, Мајк и даље бежи од Високог човека, иако зна да му је у главу ставио једну од својих кугли. Високи човек пушта Реџија да одигра последњу игру, али га упозорава да му је крај веома близу.
Мајк покушава да се убије, али му Високи човек то не дозвољава, јер мисли да једино он има право да му одузме живот. Мајк пролази кроз један од његових портала и открива нешто о прошлости Високог човека, као и то да се зове Џебадијах Морнингсајд. Џоди говори Реџију где да крене у потрагу за Мајком и он креће. На путу наилази на девојку по имену, Џенифер, за који се касније испоставља да је једно од чудовишта Високог човека у којој се крију његове 2 кугле, које повређују Реџија.
Џоди у сну, показује свом брату, Мајку како је Џебадијах постао Високи човек. Убрзо се испоставља да то није заправо је и Џодијев дух на страни Високог човека, они нападају Мајка и Високи човек почиње да вади своју куглу из Мајкове главе. Он успева да једном од кугли уништи Џодијевог духа, а потом и побегне. Реџи га проналази и покушава да му помогне, али узалудно, Високи човек стиже, вади куглу из Мајкове главе и оставља му огромну рану. Реџи креће за њим, док Мајк остаје сам и врло вероватно умире.

## Улоге
| Глумац        | Улога                              |
| ------------- | ---------------------------------- |
| Ангус Скрим   | Високи човек Џебадијах Морнингсајд |
| Реџи Банистер | Реџи                               |
| Мајкл Балдуин | Мајк Пирсон                        |
| Бил Торнбари  | Џоди Пирсон                        |
| Хајди Марнхут | Џенифер                            |
| Боб Иви       | полицајац демон                    |

## Занимљивости
У филму су као флешбек сцене употребљени многи избрисани снимци из оригиналне верзије првог филма, попут сцене у којој Џоди и Мајк обесе Високог човека, или када се Реџи и Мајк возе у комиону за сладолед.